# Azerbeidzjaans voetballer van het jaar

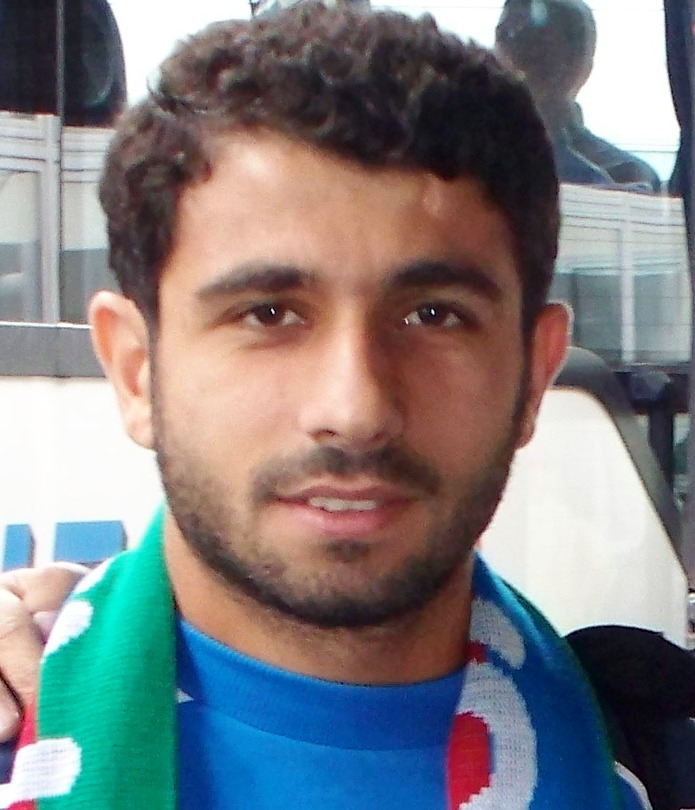
Rəşad Sadıqov is de recordhouder met vier Azerbeidzjaanse voetballer van het jaar titels.

Azerbeidzjaans voetballer van het jaar is een voetbalprijs die sinds 1991 wordt uitgereikt aan de beste voetballer van de Premyer Liqası (de hoogste voetbalcompetitie in Azerbeidzjan). De organisatie van de jaarlijkse uitverkiezing is in handen van de Azerbeidzjaanse voetbalbond sinds 1992. De winnaar wordt gekozen door de Azerbeidzjaanse sportjournalisten.

## Voetballer van het jaar
| Jaar | Winnaar            | Club                |
| ---- | ------------------ | ------------------- |
| 1991 | Samir Alakbarov    | Neftçi Bakoe        |
| 1992 | Samir Alakbarov    | Neftçi Bakoe        |
| 1993 | Samir Alakbarov    | Neftçi Bakoe        |
| 1994 | Yunis Hüseynov     | Neftçi Bakoe        |
| 1995 | Niet toegekend     | Niet toegekend      |
| 1996 | Vidadi Rzayev      | Neftçi Bakoe        |
| 1997 | Faig Jabbarov      | Kəpəz PFK           |
| 1998 | Yunis Hüseynov     | Kəpəz PFK           |
| 1999 | Tarlan Ahmadov     | Neftçi Bakoe        |
| 2000 | Emin Ağayev        | Torpedo Moskou      |
| 2001 | Zaur Tagizade      | FK Shafa Bakoe      |
| 2002 | Samir Aliyev       | Neftçi Bakoe        |
| 2003 | Qurban Qurbanov    | FK Volgar Astrachan |
| 2004 | Rashad Sadygov     | Neftçi Bakoe        |
| 2005 | Rashad Sadygov     | Kayserispor         |
| 2006 | Ceyhun Sultanov    | FK Bakoe            |
| 2007 | Mahmud Qurbanov    | Inter Bakoe         |
| 2008 | Kamran Ağayev      | FK Xəzər Lənkəran   |
| 2009 | Vaqif Cavadov      | FK Qarabağ          |
| 2010 | Rashad Sadygov     | Kocaelispor         |
| 2011 | Rauf Aliyev        | FK Qarabağ          |
| 2012 | Ruslan Abishov     | FK Xəzər Lənkəran   |
| 2013 | Rashad Sadygov     | FK Qarabağ          |
| 2014 | Gara Garayev       | FK Qarabağ          |
| 2015 | Rahid Amirguliyev  | FK Qarabağ          |
| 2016 | Rashad Sadygov     | FK Qarabağ          |
| 2017 | Rashad Sadygov     | FK Qarabağ          |
| 2018 | Mirabdulla Abbasov | Neftçi Bakoe        |

### Recordhouders
| Winnaar         | Aantal | Jaren                  |
| --------------- | ------ | ---------------------- |
| Rəşad Sadıqov   | 4      | 2004, 2005, 2010, 2013 |
| Samir Ələkbərov | 3      | 1991, 1992, 1993       |
| Yunis Hüseynov  | 2      | 1994, 1998             |
| Vidadi Rzayev   | 1      | 1996                   |
| Faiq Cabbarov   | 1      | 1997                   |
| Tərlan Əhmədov  | 1      | 1999                   |
| Emin Ağayev     | 1      | 2000                   |
| Zaur Tağızadə   | 1      | 2001                   |
| Samir Əliyev    | 1      | 2002                   |
| Qurban Qurbanov | 1      | 2003                   |
| Ceyhun Sultanov | 1      | 2006                   |
| Mahmud Qurbanov | 1      | 2007                   |
| Kamran Ağayev   | 1      | 2008                   |
| Vaqif Cavadov   | 1      | 2009                   |
| Rauf Əliyev     | 1      | 2011                   |
| Ruslan Abışov   | 1      | 2012                   |
| Qara Qarayev    | 1      | 2014                   |

Azerbeidzjan · België (HLN · PL) · Bosnië-Herzegovina · Bulgarije · Denemarken · Duitsland · Engeland (PFA · FWA) · Estland · Finland · Frankrijk (FF · UNFP) · Georgië · Gibraltar · Griekenland · Hongarije · Ierland · Israël · Italië · Kazachstan · Kosovo · Kroatië · Letland · Liechtenstein · Litouwen · Luxemburg · Malta · Moldavië · Nederland · Noord-Macedonië · Noorwegen · Oekraïne · Oostenrijk · Polen · Portugal (CNID · PGB) · Roemenië · Rusland ("Futbol" · "Sport-Express") · Schotland (SPFA · SFWA) · Servië · Slowakije · Sovjet-Unie · Spanje (TADS · PDB · LFP) · Tsjechië (ČMFS · KSN) · Wit-Rusland · Zweden · Zwitserland